# Civilla Durfee Martin
Civilla (Celia) Durfee Martin, född 1866, död 1948, var en amerikansk baptist och psalmförfattare. 
Hon är kanske mest känd för psalmen "God Will Take Care of You" som hon skrev 1904 under en sjukdomsperiod då maken Walter Stillman Martin var borta en dag för att arbeta med en sångbok. Väl hemkommen om kvällen tonsatte han omedelbart sången och den kom att ingå i den bok han producerade. Sången förekom under några år inte i några psalmböcker, men återkom 1989.

## Psalmer
- Var ej bekymrad vad än som sker